# Pico Paraná
O Pico Paraná é ponto mais alto da Região Sul do Brasil. É uma formação rochosa de granito e gnaisse que está posicionada no município de Antonina, na Bacia Hidrográfica Litorânea do estado do Paraná. É uma montanha que pertence ao conjunto de serra chamado Ibitiraquire, que na língua tupi significa "serra Verde". Ele foi descoberto pelo pesquisador alemão Reinhard Maack na década de 1940 por meio de suas incursões na serra do Mar no estado do Paraná, vindo daí seu nome de batismo.
O conjunto principal do maciço rochoso que compõe o pico Paraná é formado por cinco cumes: pelo próprio pico Paraná (também chamado abreviadamente de PP), União, Ibitirati, Camelos e Tupipiá. o Ibitirati configura o mais alto paredão de granito do Brasil, com 1050m de altura, com inclinações que variam dos 70° aos 90°.
Devido sua importância ambiental, histórica e social uma vez que deste maciço nascem as águas que abastecem a RMC, parte de Ctba, Antonina além das comunidades tradicionais de entorno, toda a Serra do Ibitiraquire é protegida por Unidade de Conservação de Proteção Integral denominada Parque Estadual Pico Paraná, criado em 2002 pelo Decreto Estadual 5.769 de 05/06/2002 e possuindo 4.333,8385 hectares de área. 

## Como chegar
Partindo da cidade de Curitiba pela rodovia BR-116 em direção ao estado de São Paulo, passa-se pelo posto de combustível ‘Mahle’, nas proximidades do quilômetro 47 da rodovia. Logo em seguida há uma ponte sobre o rio Manuel José. Antes de chegar à segunda ponte, sobre o rio Tucum, mais à frente, há um acesso de estrada de terra à direita. Por esta estrada de terra são aproximadamente 6 km até chegar na base do IAP localizada no final da estrada. A trilha de passagem pública inicia-se em frente a base do IAP no final da estrada de terra. Qualquer outra trilha de acesso que não passe na base do IAT, é uma entrada CLANDESTINA. São aproximadamente de cinco (5) a oito (8) horas de caminhada ininterrupta para chegar ao cume. Pode-se deixar o carro em dois locais particulares com infraestrutura aos visitantes.

## História
Partindo de observações e levantamentos trigonométricos do Conjunto Marumbi, Reinhard Maack, profundo conhecedor de geologia e da geomorfologia do estado do Paraná, estava seguro de que as montanhas observadas ao norte, na época ainda sem nome, eram os pontos mais elevados do estado e da região sul do Brasil. Entre 1940 e 1941, Maack efetuou sete incursões a vários pontos da serra do Mar paranaense com objetivo de obter novas medições destas montanhas e efetuar anotações sobre a fauna e a geomorfologia das áreas visitadas. Com base nas informações e medições obtidas ele confirma suas expectativas iniciais e registra que o cume do pico Paraná (como então decidira batizar a montanha mais alta daquele setor) teria 1922 m de altitude, sendo reconhecida a partir daí como a montanha mais alta do Paraná e da Região Sul do Brasil. Antes disso a montanha tida como a mais alta do estado era o monte Olimpo, no Conjunto Marumbi, cuja altitude havia sido recentemente revista para 1.547 metros, também com base em suas medições.
Com o intento de comprovar estas medições feitas à distância e atingir o cume do pico Paraná, Maack organiza uma expedição exploratória à então isolada região da Serra do Ibitiraquire, para a qual convocou os experientes marumbinistas Rudolf Stamm e Alfred Mysing. A rota escolhida para aproximação à montanha depois de vários estudos é traçada a partir do planalto, com base na localidade de Praia Grande, por onde seria possível fazer a maior aproximação por via rodoviária, facilitando a logística da operação. Na época ainda não existia a rodovia BR-116 e tampouco a estrada que liga Antonina a Guaraqueçaba, o que exigia um longo deslocamento partindo de Curitiba em direção ao Estado de São Paulo por precárias estradas de terra. A expedição, auxiliada por cavalos de carga e tropeiros contratados na região, partiu de Praia Grande em 28 de junho de 1941. Com dificuldades de orientação devido ao fato do pico Paraná não ser visível da região onde se encontravam, adotam como rota inicial para a primeira tentativa de conquista a subida pela cumeada das montanhas Camacuan, Camapuan e Tucum. No final do segundo dia de expedição atingem o topo do Camapuan, de onde conseguem vislumbrar o pico Paraná e assim corrigir o rumo. Com a relativa facilidade oferecida pela vegetação de campos de altitude naquela área, montam nova base no cume do monte Tucum e, com o objetivo maior à vista, traçam uma nova rota, praticamente em linha reta, cortando os profundos vales entre os montes Tucum, Cerro Verde e Itapiroca, o que demandaria enfrentar um longo trecho de vegetação densa. Por três dias se esforçaram na abertura da picada, mas a lentidão no progresso e uma súbita piora das condições climáticas fez com que Maack abandonasse esta rota e ordenasse o retorno ao acampamento base em Praia Grande em 4 de julho 1941.
Durante o retorno, na localidade de Terra Boa, tomam conhecimento de que um mateiro morador da região, chamado Josias Armstrong, já teria subido num dos picos da região, logo identificado como sendo o pico Caratuva e que segundo entendiam então, após o fracasso da primeira investida, poderia oferecer uma rota mais favorável ao objetivo proposto. Partem novamente no dia 7 de julho, acompanhados desta vez por dois mateiros, o próprio Josias Armstrong e Benedito Lopes, que guiam o grupo por uma estreita picada aberta pela família Armstrong onze anos antes e que era usada esporadicamente para coleta de erva mate. No dia 9 de julho, após grande esforço para reabrir a picada e transportar o material na subida os expedicionários atingem o cume do monte Caratuva e enxergam o pico Paraná de frente, confirmando o acerto da rota empreendida, pouco antes de cair um grande temporal que os deixou sem visibilidade alguma. Montaram acampamento ali, mas com a persistência das chuvas fortes e a escassez de suprimentos retornam para o sítio de onde partiram para aguardar a melhoria das condições climáticas, agora com o caminho bem aberto. Só no dia 12 de julho, com o tempo melhorando, após nova subida ao Caratuva conseguem atingir o que chamaram depois de “pouso da sorte” (atualmente conhecido como Acampamento 1, ou A1), para onde transferem seus materiais. Em 13 de julho, com tempo bom, o grupo completo prossegue pela estreita faixa da crista de ligação entre o Caratuva e a encosta do pico Paraná, onde atingem o campo inclinado (próximo de onde atualmente estão localizados os restos do abrigo de pedra) às 13h45min. Neste ponto Maack monta seus equipamentos de medição e libera os demais para prosseguirem na tentativa (ainda incerta, dadas as dificuldades aparentes) de atingir o cume, mas somente a dupla Stamm e Mysing se encontrava em condições físicas para prosseguir e segue em frente. Após vencer vários lances de grande dificuldade na subida, quase duas depois de sair do campo inclinado, a dupla consegue o intento de pisar no cume do pico Paraná. Gritos de júbilo e os estrondos de dois rojões ecoam do alto da montanha revelando o sucesso dos montanhistas que ali deixam uma placa provisória gravada com o nome de todos os expedicionários. Era conquistada assim a montanha mais alta do estado e do sul do Brasil.
O grupo retornou em seguida e, com outra súbita deterioração das condições climáticas é forçado a retornar ao sítio no planalto onde montaram o acampamento base. Reinhard Maack só atingiu o cume do pico Paraná em julho de 1946, na sexta expedição organizada para atingir a montanha (sendo esta a terceira a obter sucesso, pois três das expedições anteriores não lograram ultrapassar o Caratuva devido ao mau tempo).

### Medida real
Em 1992, foram realizadas medidas dos cumes do Conjunto Marumbi por três equipes da Universidade Federal do Paraná utilizando o Sistema de Posicionamento Global, mas precisamente, com o rastreamento de satélites artificiais NAVSTAR-GPS. A medida aferida para o pico Paraná foi em 1.877,392 m, sendo esta a medida adotada oficialmente desde então. A redução das altitudes de montanhas tem sido uma constante desde o momento que se iniciou o uso da tecnologia GPS nas medições, mas a polêmica persiste, pois há divergências sobre o nível de referência a ser usado dado que o nível médio do mar varia de região para região.